# Castrul roman Bacaucis
Castrul roman Bacaucis este situat pe teritoriul localității Foeni, județul Timiș.